# Effetto Joule
L'effetto Joule è la trasformazione integrale dell'energia elettrica in calore. In un generico elemento circuitale, non necessariamente ohmico, in cui scorre una corrente {\displaystyle I\ }e ai cui capi vi è una differenza di potenziale pari a {\displaystyle V\ }il valore della potenza elettrica {\displaystyle P} fornita è pari a:
{\displaystyle P=V\cdot I}
tale potenza viene trasformata in energia termica o in altre forme di energia.
A livello locale e più fondamentale, la densità di potenza dissipata è il prodotto scalare tra il campo elettrico {\displaystyle {\vec {E}}\ } e la densità di corrente elettrica {\displaystyle {\vec {j}}\ }:
{\displaystyle p_{E}={\vec {E}}\cdot {\vec {j}}\ }
Questo fenomeno è causa della perdita di energia nelle linee di trasporto dell'elettricità e in generale di qualsiasi circuito, nonché abbatte il rendimento delle macchine elettriche. Tale legge, sempre in questa forma riduttiva, è alla base del funzionamento di molti dispositivi elettrici tra cui: la lampada a incandescenza, l'interruttore magnetotermico, il fusibile, il forno elettrico, l'asciugacapelli, lo scaldabagno elettrico. Le implicazioni termodinamiche in questa formulazione riduttiva sono semplici, vale semplicemente il primo principio della termodinamica: l'energia elettrica e il calore sono due forme diverse di energia e l'energia elettrica viene trasformata integralmente in calore. In forma più generale determina come possa avvenire la trasformazione di energia elettrica in altre forme di energia.

## Storia
L'effetto Joule prende il nome da James Prescott Joule che nel 1848 studiando la natura del calore dimostrò che del calore poteva essere generato da una corrente elettrica. Joule immerse un filo conduttore in una quantità nota di acqua e misurò l'aumento di temperatura in un tempo di 30 minuti. Variando la corrente e la lunghezza del filo dedusse che il calore prodotto era proporzionale al quadrato della corrente moltiplicata per la resistenza del filo.
Nel 1841 e 1842, suoi esperimenti successivi mostrarono che il calore generato era proporzionale all'energia chimica usata nelle pile di Volta utilizzate. Questo risultato permise a Joule di mettere in discussione la teoria del calorico (teoria a  quel tempo dominante) ponendo le basi della teoria meccanica del calore secondo la quale il calore è semplicemente una delle tante forme di energia. Questo esperimento pose le basi per la legge di conservazione dell'energia e del primo principio della termodinamica.
Il vero esperimento quantitativo fu fatto successivamente sempre da J. P. Joule, in cui ottenne il risultato più noto. In tale esperimento usò in maniera ingegnosa la caduta di gravi di conseguenza l'energia potenziale gravitazionale veniva trasformata in calore che veniva misurato mediante un calorimetro. Tale esperimento permise di ricavare l'equivalente meccanico della caloria con buona precisione.
In maniera indipendente nel 1842 Heinrich Lenz trovò la stessa relazione tra energia elettrica e termica, ragione per cui i russi chiamano la legge di Joule-Lenz.
La unità di misura dell'energia nel SI è chiamata joule e viene utilizzato il simbolo J. Mentre per la potenza viene utilizzato il watt che corrisponde a un joule al secondo.

## Giustificazione della forma macroscopica
In realtà attualmente sappiamo che la formulazione della legge di Joule nella forma {\displaystyle P=IV\ }riguarda qualsiasi trasformazione di energia elettrica in altre forme di energia.
Il ragionamento alla base è molto semplice, se si considera una carica {\displaystyle \mathrm {d} Q\ }che nel tempo {\displaystyle \mathrm {d} t\ }si sposta tra due punti tra cui vi sia una differenza di potenziale {\displaystyle V\ }dal punto di vista della meccanica del punto materiale il lavoro {\displaystyle \mathrm {d} L\ }compiuto sulla carica dalle forze di natura elettrica vale:
{\displaystyle \mathrm {d} L=V\cdot \mathrm {d} Q\ }
Essendo {\displaystyle I=\mathrm {d} Q/\mathrm {d} t\ }per definizione di corrente elettrica, possiamo scrivere:
{\displaystyle \mathrm {d} L=I\cdot V\cdot \mathrm {d} t\rightarrow P=I\cdot V}
dove {\displaystyle P=\mathrm {d} L/\mathrm {d} t\ } è la potenza elettrica fornita.
In particolare, se l'elemento circuitale è una resistenza {\displaystyle R\ }per cui vale la legge di Ohm, la legge di Joule si scrive in maniera più semplice:
{\displaystyle P=R\cdot I^{2}={\frac {V^{2}}{R}}\ }
Il limitare la legge di Joule al solo effetto termico è pratica comune nei testi scolastici.
Nel caso di circuiti in corrente alternata più che la potenza istantanea che viene trasformata ha interesse la potenza media {\displaystyle \langle P\rangle \ }fornita al carico, quindi la legge di Joule viene scritta nella forma:
{\displaystyle \langle P\rangle =V_{\text{eff}}\cdot I_{\text{eff}}\cdot cos\varphi \ }
dove coseno dell'angolo φ di sfasamento tra la corrente e la tensione viene chiamato fattore di potenza.

## Forma microscopica
Da un punto di vista microscopico, considerando i singoli portatori di carica q a causa del moto viscoso la loro velocità di deriva u locale è costante nel campo elettrico {\displaystyle \mathbf {E} \ } presente localmente. Secondo le leggi della meccanica del punto, la potenza dissipata dal campo elettrico per ogni portatore di carica è pari a:
{\displaystyle P_{E}=\mathbf {F} _{E}\cdot \mathbf {u} =q\cdot \mathbf {E} \cdot \mathbf {u} \ }
Tale espressione ha un valore generale anche se non vale la legge di Ohm, ma si può definire una velocità di deriva costante nel tempo localmente. Esplicitando {\displaystyle \mathbf {u} \ }in termini di {\displaystyle {\bf {j\ }}}(la densità di corrente elettrica) e moltiplicando per il numero {\displaystyle \mathrm {d} N=n\,\mathrm {d} V\ }di cariche presenti nel volume {\displaystyle \mathrm {d} V}, dove la densità numerica delle cariche è {\displaystyle {\bf {j\ }}}, la potenza dissipata in tale volume infinitesimo è:
{\displaystyle \mathrm {d} P_{E}=nq\,\mathbf {E} \cdot \mathbf {u} \,\mathrm {d} V=\mathbf {E} \cdot (nq\,\mathbf {u} )\,\mathrm {d} V=\mathbf {E} \cdot \mathbf {j} \,\mathrm {d} V\ }
Quindi, per unità di volume la densità di potenza dissipata vale:
{\displaystyle p_{E}=\mathbf {E} \cdot \mathbf {j} \ }
Quindi, in un volume V, la potenza totale dissipata vale:
{\displaystyle P_{E}=\int _{V}p_{E}\mathrm {d} V=\int _{V}\mathbf {E} \cdot \mathbf {j} \,\mathrm {d} V\ }
Notiamo che, in questo caso microscopico, ci siamo limitati, data l'ipotesi iniziale di moto viscoso, alla sola dissipazione dell'energia elettrica in calore.
Se vale la legge di Ohm in forma locale, la densità di potenza dissipata si riduce a:
{\displaystyle p_{E}=\rho \,j^{2}=\sigma \,E^{2}\ }
In cui σ e in suo inverso ρ sono rispettivamente la conducibilità elettrica e la resistività elettrica del materiale.
La formula microscopica ha interesse nella formulazione della legge di Joule in senso riduttivo, cioè nella trasformazione in calore, in quanto il calore dissipato per unità di volume ha un ruolo essenziale. A temperatura ambiente, come regola generale, si può affermare che una potenza dissipata maggiore di qualche decina di {\displaystyle \mathrm {W/cm} ^{3}\ }richiede in genere metodi di dissipazione del calore particolari per evitare che i conduttori si scaldino eccessivamente.

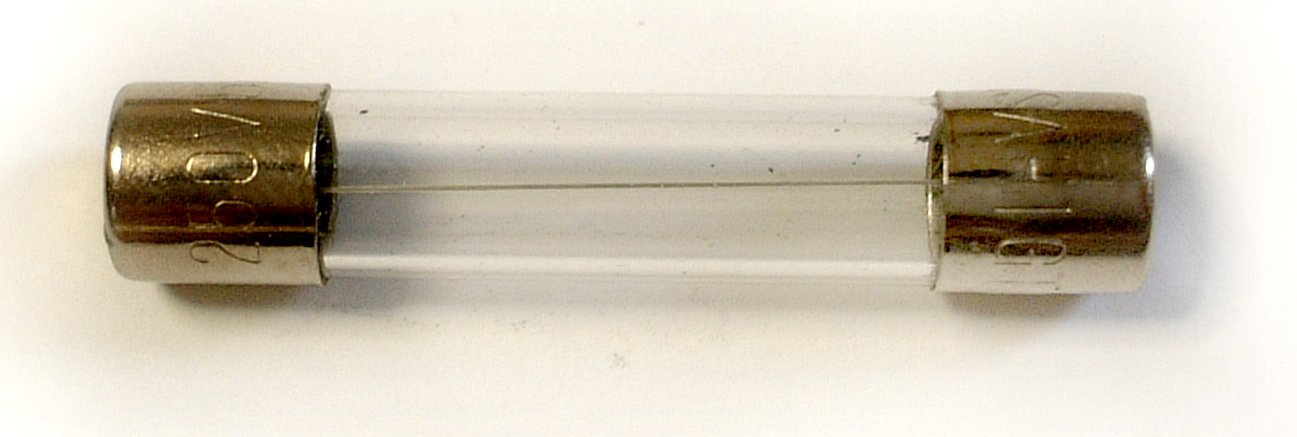
Esempio di un fusibile, un componente elettronico che sfrutta la legge di Joule

Sfruttando la legge di Joule in questa forma si realizzano dei semplici limitatori di corrente elettrica, mediante fili sottili e sospesi, che sono detti nel linguaggio comune fusibili: quando sono attraversati da una corrente superiore a un certo valore, il metallo di cui è costituito il filo si fonde per effetto Joule e interrompe il circuito elettrico in cui è inserito il limitatore.

## Legame con la termodinamica
La legge di Joule nella formulazione più generale implica la trasformazione di energia elettrica in altre forme di energia in cui il calore sviluppato è solo un effetto non voluto e nei limiti del possibile da rendere trascurabile, alcuni esempi di trasformazioni di energia regolate dalla legge di Joule: energia meccanica (motori elettrici), luce (lampada a scarica, LED), onde elettromagnetiche (antenne, laser), chimica (elettrochimica)....
In tale formulazione più generale della legge di Joule, da un punto di vista di principio, il prodotto della tensione per la corrente trasforma l'energia elettrica in altre forme di energia in linea di principio in maniera reversibile, senza quindi le limitazioni imposte dalla termodinamica.
Ad esempio nei motori elettrici in cui l'energia elettrica è trasformata in energia meccanica, si può definire una efficienza come rapporto tra la potenza elettrica (legge di Joule {\displaystyle IV}) e la potenza meccanica, anche se attualmente i più efficienti motori elettrici non superano il 50% di efficienza a causa della resistenza elettrica del rame, il più usato e tra i migliori conduttori elettrici, si è dimostrata la possibilità di una maggiore efficienza con i motori con avvolgimenti superconduttori. Quindi è possibile concepire una trasformazione reversibile in cui tutta l'energia elettrica venga trasformata in energia meccanica.
Nel caso delle antenne si definisce proprio efficienza di antenna il rapporto tra potenza irradiata e potenza media alternata di alimentazione e in questo caso si raggiungono efficienze superiori al 90%.
Il discorso è più complicato per quanto riguarda la luce in quanto l'efficienza luminosa è legata al rapporto tra la potenza dissipata per effetto Joule e l'energia luminosa utile alla percezione dell'occhio umano. In questo caso mentre le comuni lampada a incandescenza hanno un'efficienza tipica del 2%, una lampada a scarica può avere una efficienza luminosa del 29%. Se potessimo trovare un meccanismo efficiente di trasformazione di energia elettrica nella luce verde (quella per cui la percezione umana è massima) l'efficienza luminosa sarebbe del 100%.
Quindi le limitazioni del secondo principio della termodinamica non si applicano alla legge di Joule se viene interpretata in maniera non riduttiva.

### Relazione con il calore
{\displaystyle Q=R\cdot i^{2}\cdot t}
La quantità di calore prodotto da una intensità di corrente (i) a valor efficace costante che passa attraverso un conduttore (di resistenza {\displaystyle R}) in un determinato intervallo di tempo, equivale alla resistenza moltiplicata per il quadrato dell'intensità di corrente moltiplicata per l'intervallo di tempo.

## Esempi
Facciamo due esempi chiarificatori:

### Primo esempio
Una tensione alternata sinusoidale di {\displaystyle 100\ {\rm {V}}} (valore efficace) applicata a un circuito costituito da una resistenza {\displaystyle R} di {\displaystyle 3\ \Omega } e una reattanza {\displaystyle X} di {\displaystyle 4\ \Omega } in serie. Si ha che la impedenza totale vale {\displaystyle Z=5\ \Omega } (visto che {\displaystyle Z^{2}=X^{2}+R^{2}}) e quindi {\displaystyle \cos \varphi =0.6} (visto che {\displaystyle \cos \varphi ={\frac {R}{Z}}}) e la corrente efficace ({\displaystyle I}) vale {\displaystyle 20\ {\rm {A}}} (visto che {\displaystyle I={\frac {V}{Z}}={\frac {100}{5}}}).
In questo caso quindi la potenza media dissipata vale {\displaystyle P=VI\cos \varphi =100\cdot 20\cdot 0.6=1\ 200\ {\rm {W}}}.
Ma anche in questo caso {\displaystyle P=I^{2}R=20^{2}\cdot 3=400\cdot 3=1\ 200\ {\rm {W}}}.

### Esempio di tensione continua
Tensione continua di {\displaystyle 230\ {\rm {V}}}
{\displaystyle R=460\ \Omega }
{\displaystyle V=230\ {\rm {V}}}
{\displaystyle I=0.5\ {\rm {A}}}
{\displaystyle P=V\cdot I=230\cdot 0.5=115\ {\rm {W}}}
{\displaystyle P=I^{2}\cdot R=0.5^{2}\cdot 460=0.25\cdot 460=115\ {\rm {W}}}
{\displaystyle P={\frac {V^{2}}{R}}={\frac {230^{2}}{460}}={\frac {52\ 900}{460}}=115\ {\rm {W}}}
Con i due esempi sopra riportati abbiamo visto come si calcola la potenza nei circuiti elettrici. Vediamo ora come si calcola l'energia.
Come è stato detto all'inizio il calore sprigionato è il prodotto tra la potenza dissipata e il tempo. Se la potenza è misurata in {\displaystyle {\rm {W}}} (watt) e il tempo è misurato in {\displaystyle {\rm {s}}} (secondi) il loro prodotto determina l'energia misurata in {\displaystyle {\rm {J}}} (joule).
Facciamo un esempio.
{\displaystyle P=1\ 000\ {\rm {W\ (watt)}}}
{\displaystyle T=3\ 600\ {\text{s (secondi)}}=1\ {\text{h (ore)}}}
{\displaystyle Q=P\cdot T=1\ 000\ {\text{W}}\cdot 3\ 600\ {\text{s}}=3\ 600\ 000\ {\text{J}}=3\ 600\ {\text{kJ}}}